# Microcharon boutini
Microcharon boutini là một loài chân đều trong họ Microparasellidae. Loài này được Boulanouar, Yacoubi, Messouli & Coineau miêu tả khoa học năm 1995.